# Hamed Kavianpour
Hamed Kavianpour (in persiano حامد کاویانپور‎; Bandar-e-Anzali, 1º dicembre 1978) è un ex calciatore iraniano, di ruolo centrocampista.

## Carriera

### Club
Ha giocato nel campionato iraniano, emiratino e turco.

### Nazionale
Con la maglia della Nazionale ha collezionato 49 presenze tra il 2000 e il 2004.